# Grzegorz Sandomierski
Grzegorz Sandomierski (uitspraak: [ˈɡʐɛɡɔʐ sandɔˈmʲɛrski], ong. gzjegozj sandommiërskie ["g" als in zakdoek]) (Białystok, 5 september 1989) is een Poolse voetballer.
In 2010 werd hij voor het eerst geselecteerd voor de nationale ploeg van Polen.

## Erelijst
CFR Cluj
- Landskampioen

2020, 2021
 Zawisza Bydgoszcz
- Poolse supercup

2014
 GNK Dinamo Zagreb
- 1. Hrvatska Nogometna Liga

2013/14
 Jagiellonia Białystok
- Pools bekerwinnaar

2009/10
- Poolse Supercup

2010

## Carrière

### Beginjaren
Sandomierski's voetbalcarrière begon in zijn geboorteplaats Białystok. Hij sloot zich aan bij Jagiellonia Białystok en maakte in 2006 de overstap naar de reserven. In 2007 leende de club hem uit aan de reserven van Lech Poznań.

### Jagiellonia Białystok
Nadien keerde Sandomierski terug naar Jagiellonia Białystok. Hij werd er een volwaardig lid van de A-kern en maakte zijn debuut op het hoogste niveau na een blessure van eerste doelman Jacek Banaszyński. Een seizoen later zorgde een zware blessure ervoor dat Sandomierski een half jaar aan de kant stond. De club leende hem vervolgens in 2009 uit aan Ruch Wysokie Mazowieckie, waar hij eerste doelman werd.
In de zomer van 2009 vond hij opnieuw onderdak bij Jagiellonia Białystok, waar hij de concurrentie aanging met doelman Rafał Gikiewicz. Maar Gikiewicz presteerde ondermaats, waardoor Sandomierski gepromoveerd werd tot eerste doelman. De club won op het einde van het seizoen de Poolse Beker en wat later ook de Supercup. Zijn opvallende prestaties als doelman leverden Sandomierski een eerste selectie voor de nationale ploeg op en de interesse van verscheidene Europese clubs. Celtic FC bood in de zomer van 2011 €1 miljoen voor de doelman, maar Jagiellonia Białystok weigerde het bod.

### KRC Genk
KRC Genk trok Sandomierski in augustus 2011, na het vertrek van doelman Thibaut Courtois, aan voor €1,5 miljoen.
Tijdens de winterstop van het seizoen 2011-2012 werd hij terug uitgeleend aan zijn ex-club Jagiellonia Bialystok. Op 31 augustus 2012 werd hij dan opnieuw uitgeleend, maar deze keer aan de Engelse tweedeklasser Blackburn Rovers.

### GNK Dinamo Zagreb
Op 27 juli 2013 werd bekend dat Grzegorz Sandomierski voor één jaar wordt verhuurd aan GNK Dinamo Zagreb in Kroatië. Na het vertrek van de Argentijnse doelman Pablo Migliore bij GNK Dinamo Zagreb, werd Sandomierski de opvolger van de Argentijn.

## International
Sandomierski is een Poolse jeugdinternational die in 2010 debuteerde in de nationale ploeg van Polen. Het was bondscoach Franciszek Smuda die hem voor het eerst selecteerde.